# بلانش ويليس هاورد
بلانش ويليس هاورد (بالإنجليزية: Blanche Willis Howard)‏ (21 يوليو 1847، بانجور في الولايات المتحدة - 7 أكتوبر 1898، ميونخ في ألمانيا)؛ كاتِبة ومؤلِّفة وروائية أمريكية.